# Timur Kutlug
Timur Kutlug (kipčaško تمور قوتلق, morda tudi تمور قوتلو, turško in perzijsko تيمور قطلق, romanizirano Timur Kutluk) je bil od leta od 1397 do 1399 kan Zlate horde, * okoli 1370, † 1399. 

## Predniki
Po pisanju v  podrobnih rodoslovjih Muʿizz al-ansāb in Tawārīh-i guzīdah-i nuṣrat-nāmah je bil Timur Kutlug sin Timur Bega, sina Kutluga Timurja, sina Numkana, sina Abaja, sina Kaj-Timurja, sina Tuka-Timurja, sina Džočija, sina Džingiskana.  Starejša rodoslovja, ki so se opirala na netočne informacije Muʿīn-ad-Dīna Naṭanzīja, prej znanega kot "Anonimni Iskandar", so zmotno identificirale Timur Kutlugovega očeta kot Timurja Malika, sina Urus Kana. Zdi se, da je zmeda nastala zaradi podobnosti imen, saj so imeli vsi Timurji knežje nazive kan, malik ali beg.

## Življenje
Če je Timur Kutlugov oče Timur Beg istoveten z numizmatično potrjenim Uldžaj Timurjem, je možno, da je na kratko vladal leta 1380. Če je to res, se je Timur Kutlugov stari oče Kutlug Timur v 1360. letih  boril za prestol Saraja z Mamajevim varovancem Abdalahom, če je slednji identiče s kanom z istim imenom, ki ga omenja le Ibn Haldun.
Timur Kutlug je bil član dvora svojega daljnega bratranca Toktamiš kana in naj bi želel zasesti prestol Zlate horde. Toktamiš je odkril njegove načrte in ga nameraval ubiti, vendar je Timur Kutlug pobegnil k Timurlenku v Timuridsko cesarstvo. To se je zgodilo pred letom 1388, saj je Timur Kutlug sodeloval v timuridski invaziji na Toktamišev Horezm. Timur Kutlug je bil eden od štirih poveljnikov timuridske predhodnice. Leta 1391 se je Timur Kutlug ponovno udeležil timuridskega pohoda proti Toktamišu in bitke pri reki Kondurči. Po vrnitvi timuridske vojske domov, sta Timur Kutlug in brat njegove matere Edigu ostala v Zlati hordi, domnevno zato, da bi rekrutirala dodatne čete za timuridsko vojsko.
Namesto vrnitve k Timurlenku sta si Timur Kutlug in Edigu prizadevala prevzeti Zlato hordo zase. Timur Kutlug naj bi postal kan, Edigu, ki ni bil Džočid, pa glavni emir (beglerbeg). Zaradi nenehne vojne med Toktamišem in Timurlenkom sta ta cilj dosegla. Datum Timur Kutlugove razglasitve za kana je nekoliko nejasen, vendar se je to zgodilo pred letom 1391. Čeprav sta se Edigu in Timur Kutlug medsebojno usklajevala, sta včasih razdelila svoje sile, da bi dosegla različne cilje, kar dokazuje, da je bil Timur Kutlug več kot le lutka svojega strica Ediguja. Zdi se, da se je Edigu s Toktamišem spravil in dosegel tiho soglasje, po katerem je ozemlje zahodno od Volge pripadlo Toktamišu, vzhodno od nje pa Ediguju in Timur Kutlugu. Do leta 1396, po še eni timuridski invaziji na Zlato hordo, je Toktamiš pobegnil v Litvo, Timur Kutlug pa je zavladal na vzhodu, vključno s (starim) Astrahanom in Sarajčikom. V tradicionalni prestolnici Saraj je vladal timuridski varovanec Kujurčuk, sin Urus kana. Leta 1396 ali 1397 sta Timur Kutlug in Edigu Kujurčuka izgnala in prevzela oblast v  Saraju. Posedovanje tradicionalne prestolnice Saraj je pomenilo dodaten prestiž, čeprav je bilo mesto opustošeno med timuridsko invazijo.
Četudi je Timur Kutlug navidezno zmagal, se je Toktamiš pregrupiral in iz Litve napadel. Leta 1397 je oblegal genovsko Kafo na Krimu, leta 1398 pa je v Edigujevi odsotnosti ponovno zavzel Saraj in s pomočjo svojih odposlancev z veseljem razglašal svoj navidezni uspeh. Timur Kutlug in Edigu sta ga hitro premagala, zato je znova pobegnil v Litvo. Timur Kutlug in Edigu sta ponovno vzpostavila nadzor nad jugozahodom, oblegala Kafo in podredila lokalno prebivalstvo. Ko je Timur Kutlug zahteval, da litovski veliki knez Vitautas izroči Toktamiša, je prejel zloveščo zavrnitev: "Ne bom izročil carja Toktamiša, ampak se želim osebno srečati s carjem Timurjem Kutlugom". Poleti 1399 sta se Vitautas in Toktamiš z veliko vojsko odpravila v Zlato hordo. Na reki Vorskli sta naletela na vojsko Timurja Kutluga, ki se je začel pogajati, da bi odložil grozeč spopad, dokler ne bi prispel Edigu z obsežnimi okrepitvami. Med pogajanji se je Timur Kutlug pretvarjal, da se strinja s podreditvijo Vitautasu in plačevanjem letnega davka, vendar je zaprosil za tridnevni odlog, da bi preučil nadaljnje Vitautasove zahteve. To je bilo dovolj, da je prispel Edigu z okrepitvami. Edigu se ni mogel upreti skušnjavi, da bi se sam pogajal z litovskim vladarjem. Dogovoril se je za srečanje, na katerem je izjavil, da odobrava koncesije svojega kana, glede na to, da je bil Vitautas starejši od njega, ker pa je on sam starejši od Vitautasa, zahteva Vitautasovo podreditev in plačevanje letnega davka. Ker so se pogajanja izkazala za nesmiselna, sta se vojski 12. avgusta 1399 spopadli v bitki pri reki Vorskli. Po hlinjenjem begu sta Timur Kutlug in Edigu uspela obkoliti sile Vitautasa in Toktamiša in jih hudo poraziti. Toktamiš je pobegnil z bojišča in se odpravil proti vzhodu v Sibirski kanat. Vitautas je bitko preživel, v boju pa sta padla dva njegova bratranca. Med umikom nasprotnika sta Timur Kutlug in Edigu opustošila deželo  vse do Lucka in prejemala odkupnine od utrjenih mest v zameno za mir. Timur Kutlug je od Kijeva izsilil 3000 rubljev. Kmalu po zmagi in pohodu je Timur Kutlug konec leta 1399 ali morda leta 1400 umrl, domnevno zaradi pijanosti.

## Potomci
Po rodoslovju v Tawārīḫ-i guzīdah-i nuṣrat-nāmah je imel Timur Kutlug štiri sinove in dve hčerki.
- Timur, kan v letih 1410–1412, oče Kučuk Mohamed kana
- Pulad, kan v letih 1407–1410
- Nasir
- Jadigar
- Mahdum Sutan
- Bardar Sultan (ali Sarvar Sultan)